# Daphne Pollard
Daphne Pollard, egentligen Trott född 19 oktober 1893 i Melbourne, Australien, död 22 februari 1978 i Los Angeles, var en australisk-född amerikansk skådespelerska. 

## Biografi
Pollard började sin karriär inom Vaudeville på 1910-talet, men gick över till att bli filmskådespelerska i Hollywood på 1920-talet och 1930-talet. Hon medverkade i flera filmer producerade av Mack Sennett eller med komikerduon Helan och Halvan.
Hon gifte sig 1911 med journalisten Ellington Strother Punch (1882-1959), och makarna förblev gifta fram till Punch's död 1959. Paret fick sonen Ellington Walter Punch (1922-1972).
Hon var inte släkt med stumfilmskomikern Snub Pollard.
Hon var 145 cm lång.

## Filmografi (i urval)
- 1935 – Kavata kumpaner
- 1935 – I kronans kläder
- 1936 – Bröder i kvadrat
- 1943 – Lätt på tå[10]